# Grazia Vittadini
Grazia Vittadini (Lodi, 23 settembre 1969) è una dirigente d'azienda italiana, dal maggio 2018 all'ottobre 2021 direttrice tecnica (CTO) della multinazionale europea, specializzata nei settori della difesa e dell'aerospazio con sede in Francia, Airbus, prima donna a ricoprire questo ruolo.
Dal novembre 2021 Vittadini ricopre il ruolo di direttrice tecnica (CTO) della società di motori aeronautici e servizi energetici Rolls-Royce Holdings.

## Biografia
Cresciuta in Italia e negli Stati Uniti, Vittadini si è appassionata presto all'aviazione e al motociclismo. Ha studiato ingegneria aeronautica  ad indirizzo aerodinamica presso il Politecnico di Milano e possiede una licenza di pilota privata.

## Carriera
Vittadini ha iniziato la sua carriera professionale lavorando per il partner industriale italiano AEREA S.p.A all'interno del consorzio Eurofighter. Nel 2002 è entrata a far parte di Airbus Operations in Germania, dove ha occupato diverse posizioni dirigenziali tra le altre, Chief Engineer sui dispositivi Wing High Lift dell'A380. In qualità di responsabile dei principali test strutturali, è stata anche determinante per garantire il primo volo e la certificazione dell'Airbus A350 XWB. Altre posizioni ricoperte da Vittadini includono responsabile costruzioni aeronautiche e certificazione per tutti gli aeromobili Airbus e Head of Corporate Audit & Forensic. Più recentemente, è stata Head of Engineering all'interno del consiglio di amministrazione di Airbus Defence and Space, riportando al CEO della divisione Dirk Hoke.
A maggio 2018, Vittadini è stata nominata Direttrice tecnica (CTO) di Airbus e membro del Comitato Esecutivo di Airbus con responsabilità per lo sviluppo tecnico e il coordinamento dell'intero Gruppo. In questo ruolo si è concentrata in particolare sullo sviluppo di nuove tecnologie e soluzioni per sostituire le tecnologie di propulsione fossile e consentire un volo rispettoso dell'ambiente (ad esempio motori ibridi ed elettrici). Per affrontare la crescente complessità delle tecnologie aerospaziali, Vittadini supporta l'uso dell'intelligenza artificiale (AI) e del calcolo quantistico.
Nel novembre 2021 Grazia Vittadini è entrata in Rolls-Royce come direttrice tecnica (CTO) in sostituzione di Paul Stein. Nel suo attuale ruolo, il suo focus è rivolto allo sviluppo dell'attuale portafoglio di prodotti, alla decarbonizzazione del settore aerospaziale e alla promozione dell'aviazione sostenibile. Rolls-Royce è in particolare impegnata nell’esplorazione dell’ulteriore efficientamento delle attuali e future generazioni di tecnologie per turbine a gas e, a più lungo termine, per l'idrogeno e la propulsione elettrica. Anche le altre unità aziendali (Power Systems, Defence, Rolls-Royce Electrical e Rolls-Royce Small Modular Reactors (SMR)) fanno parte della strategia di transizione energetica dell'azienda.
Tra i suoi ruoli aggiuntivi, Vittadini è stata Direttrice dell'Airbus Foundation Board e membro del Comitato direttivo per l'inclusione e la diversità. È stata inoltre insignita della Legione d'Onore nel 2017 e del premio "Trophées des femmes de l'industrie" nel 2018 dalla rivista specializzata francese L'Usine Nouvelle.
Vittadini è direttrice non esecutiva nel consiglio di amministrazione in Siemens AG, e della start-up franco-tedesca New Space The Exploration Company. Inoltre, è membro del “senato” della Fraunhofer-Gesellschaft ed è consulente del Centro Tedesco per la Mobilità del Futuro (DZM) e del Dipartimento di Scienze e Tecnologie Aerospaziali del Politecnico di Milano (DAER). Grazia Vittadini ha inoltre conseguito il dottorato in Ingegneria e Tecnologia presso la Cranfield University, Regno Unito, ed è Fellow della Royal Aeronautical Society e della Royal Academy of Engineering.